# Fritiof Enbom
Johan Fritiof Enbom, född 7 september 1918 i Överluleå församling, Norrbottens län, död 11 september 1974 i Hedvig Eleonora församling, Stockholm, var en svensk man dömd för spioneri. 
Enbom var huvudman i den så kallade Enbomaffären på 1950-talet rörande spionage i övre Norrland för sovjetisk räkning. Enbom, även kallad Bodenspionen, dömdes för spioneri 1952 till livstids straffarbete. Rättegången, i vilken även flera av Enbom angivna "kumpaner" dömdes, har i efterhand kommit att ses som en rättsskandal, och Enbom som en förmodad mytoman.
Enbom gjorde 1938 värnplikt vid Bodens artilleriregemente (A 8). Han hade avlagt realexamen.
Därefter arbetade Enbom som stationskarl vid Statens Järnvägar (SJ) i Boden och senare Bjurå (ca 30 km öster om Boden). Han blev därefter journalist på Norrskensflamman 1947. Han avskedades därifrån på grund av bristande ordningsamhet några år senare och blev då packare vid AB Separator i Stockholm. Han var vid gripandet arbetslös.
Enbom är gravsatt i columbariet i Överluleå kyrka.